# Ptinomorphus
Genre
Ptinomorphus est un genre d'insectes de l'ordre des coléoptères, de la famille des Anobiidae.

## Liste des espèces

### Europe
- Ptinomorphus angustatus (Brisout de Barneville), 1861
- Ptinomorphus aquilus Toskina, 2001
- Ptinomorphus imperialis (Linnaeus, 1767)
- Ptinomorphus magnificus
  - Ptinomorphus magnificus angustior (Pic, 1896)
  - Ptinomorphus magnificus magnificus (Reitter in Leder, 1880)
- Ptinomorphus perpulchrus (Obenberger, 1917)
- Ptinomorphus rosti (Pic, 1896)
- Ptinomorphus sericeus Toskina, 2001
- Ptinomorphus tatjanae Logvinovskiy, 1978